# Calliopum aeneum
Calliopum aeneum är en tvåvingeart som först beskrevs av Fallen 1820.  Calliopum aeneum ingår i släktet Calliopum och familjen lövflugor. Arten är reproducerande i Sverige. Inga underarter finns listade i Catalogue of Life.